# Победилово (аэропорт)
Аэропорт Победилово (ИАТА: KVX, ИКАО: USKK) — аэропорт, имеющий статус федерального значения, расположенный в 22 километрах юго-западнее от центра Кирова. Обслуживает региональные рейсы по России.
Эксплуатантом аэродрома является АО «Аэропорт Победилово».

## История

### Филейский аэродром
Один из первых аэродромов Кирова находился в районе Филейки. Он использовался в годы Великой Отечественной войны для нужд эвакуированного завода «Авитек». До этого в 1930-е годы редкие полеты местной авиации осуществлялись с Порошинского поля.
После войны аэродром стал использоваться для пассажирских перевозок. Филейский аэродром находился в регулярном сообщениями с райцентрами: Советском, Яранском, Санчурском и другими. Кроме того, аэродром обслуживал ряд воздушных линий союзного значения: Москва-Горький-Киров-Сыктывкар, Ленинград-Киров-Челябинск, Москва-Киров-Воркута, линии в Казань и Воронеж.
Инфраструктуру аэродрома составляли деревянные здания. В двухэтажном находился командирский пункт и кассы. В отдельном домике был ресторан. Писатель Евгений Мильчаков описывал его так: «Выбор напитков исключительный. Югославский коньяк…, кубинский ром, польская водка, болгарские вина. Пиво разных сортов. После окончания трудового дня в ресторанчике любили собираться инженеры и мастеровые с номерного предприятия (чисто, вкусно, недорого и пешком недалеко)». Для обслуживания пассажиров имелись также гостиница, детская комната, библиотека и почта.
Здесь находились самолеты Ан-2 (пассажирские, санитарные, лесоохраны) и Ли-2.

### Нынешний аэропорт
Аэродром в Победилово был создан в 1941 году и использовался как резервный военный. В 1964 году эта площадка была признана подходящей для строительства нового гражданского аэропорта.
В 1969 году был построен ныне существующий аэропорт «Победилово», а старый аэродром на Филейке был заброшен. Последним приземлившимся на нем самолетом в 1981 году стал транспортный Ан-8, который стал памятником Филейки и позднее был переоборудован в детский кинотеатр «Орлёнок». Сегодня часть бывшего летного поля застроена коттеджами, часть заросла кустарником.
Название аэропорт получил от поселка, близ территории которого расположен. Однако первоначально данное наименование не было закреплено и упоминалось только в народе, официальным было – «Кировский аэропорт». Только в 2012 году аэропорт получил нынешнее название.

Как вспоминают очевидцы, в аэропорту было всегда чисто и ухоженно, билеты стоили дешево, а задержки почти никогда не происходили. Рейсы были не только в соседние регионы, но и в районные центры области.

Старый интерьер аэропорта
Передний фасад терминала
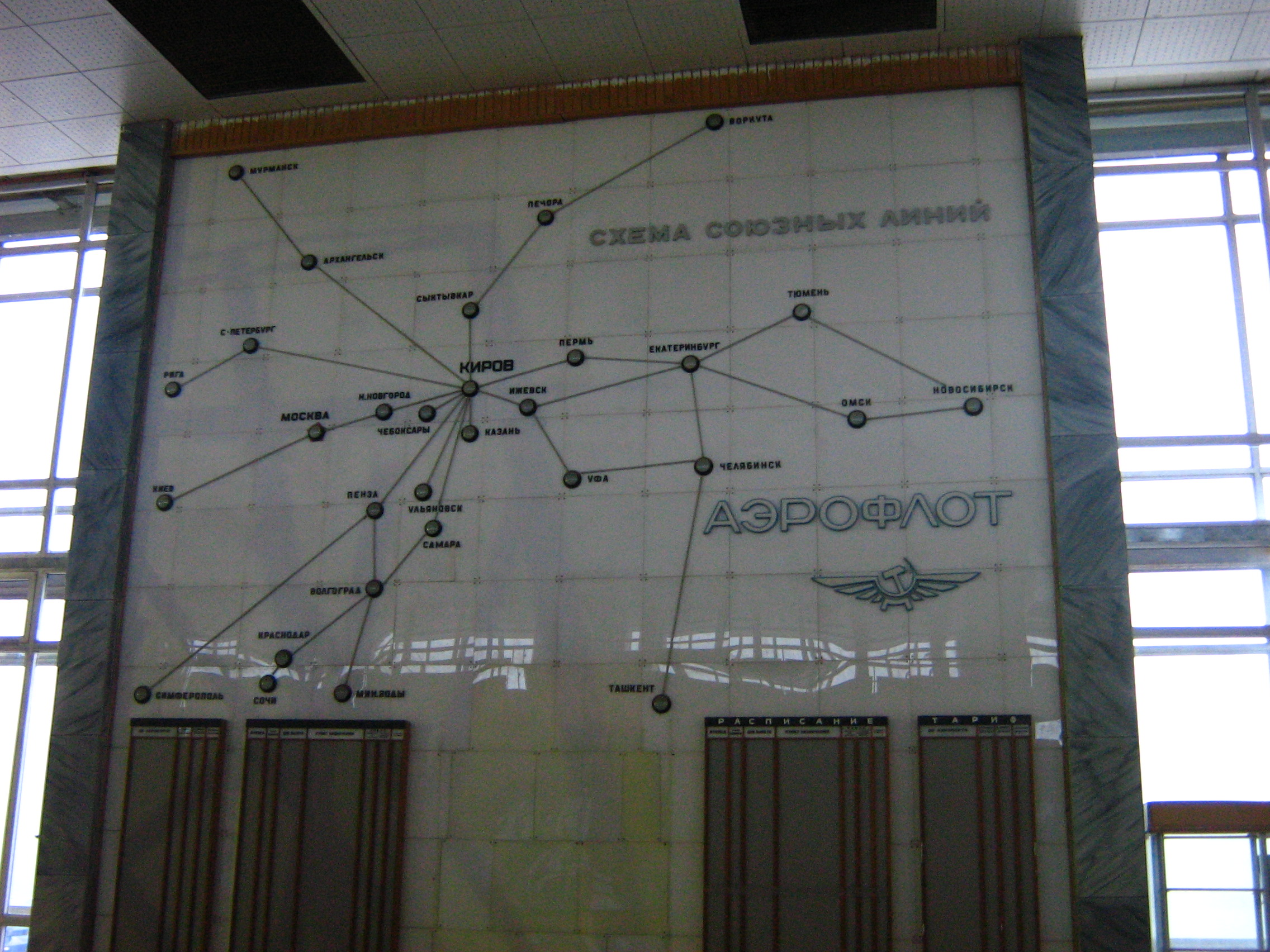
Карта полётов
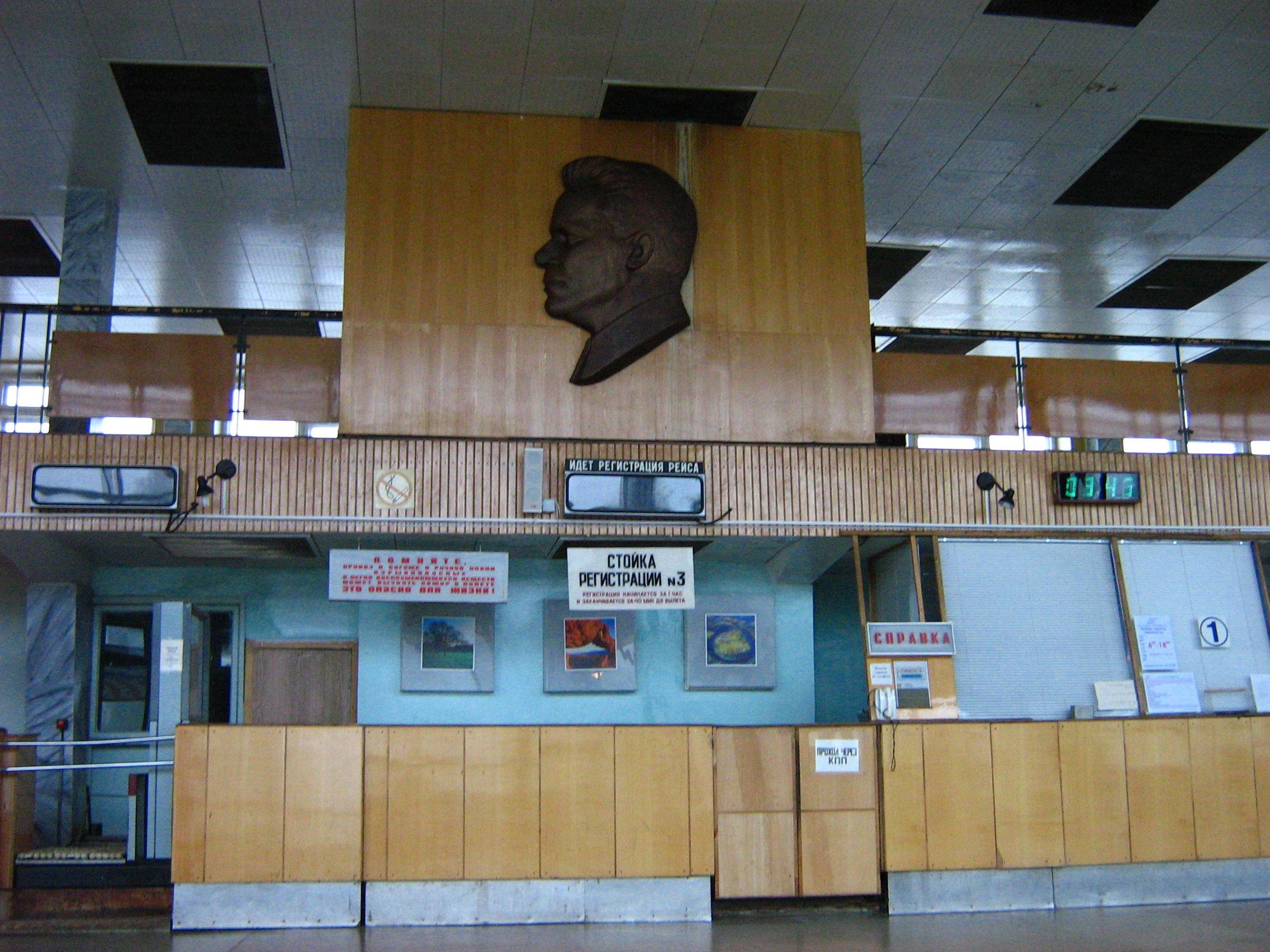
Стойка регистрации
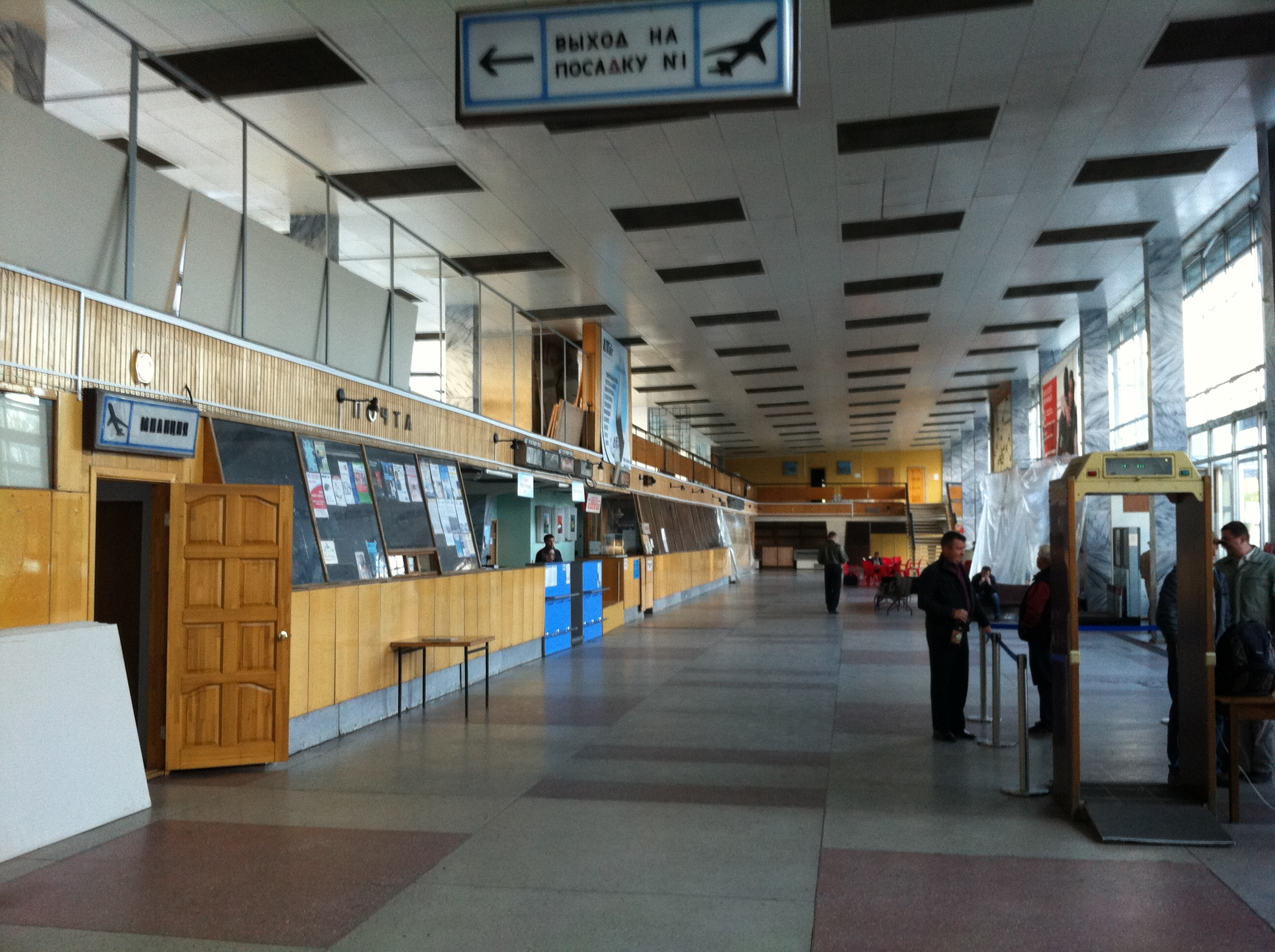
Главный холл

На фоне распада СССР состояние местной авиации значительно ухудшилось, в результате значительного повышения цен, Кировское авиапредприятие оказалось находилось грани выживания и было вынуждено втрое повысить цены на билеты. Это стало причиной прекращения полетов на местных пассажирских авиалиниях в 1992 году, под угрозой было и междугороднее сообщение. В 1996 году Кировское авиапредприятие совершало рейсы вплоть до Берлина. В 2001 году пассажирских авиаперевозок из Кирова не было, опять же из-за слишком высокой стоимости топлива. В середине 2000-х возобновились регулярные рейсы в Москву и Санкт-Петербург, Анапу, Сочи и Симферополь.

### Современный этап

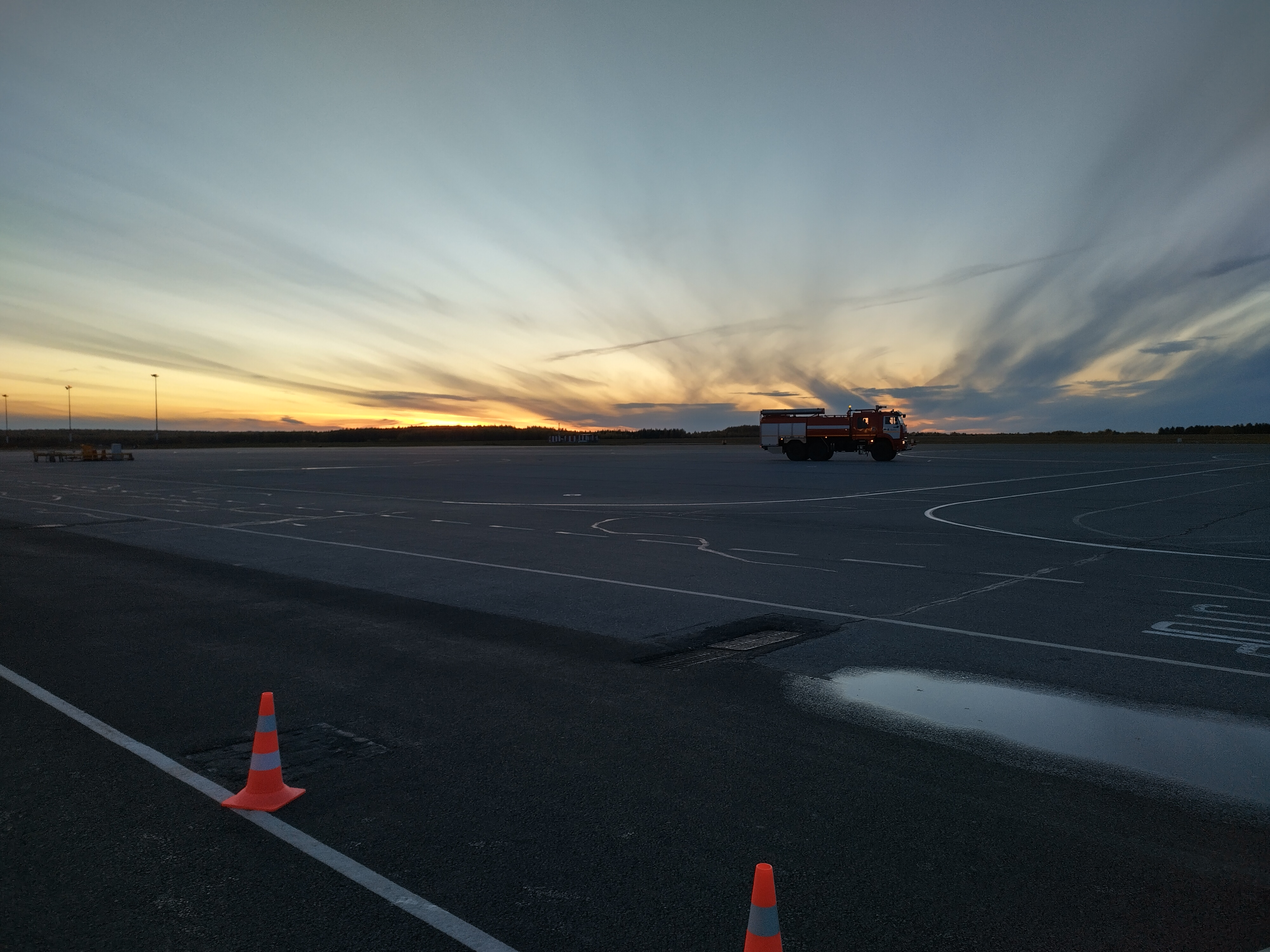
Лётное поле

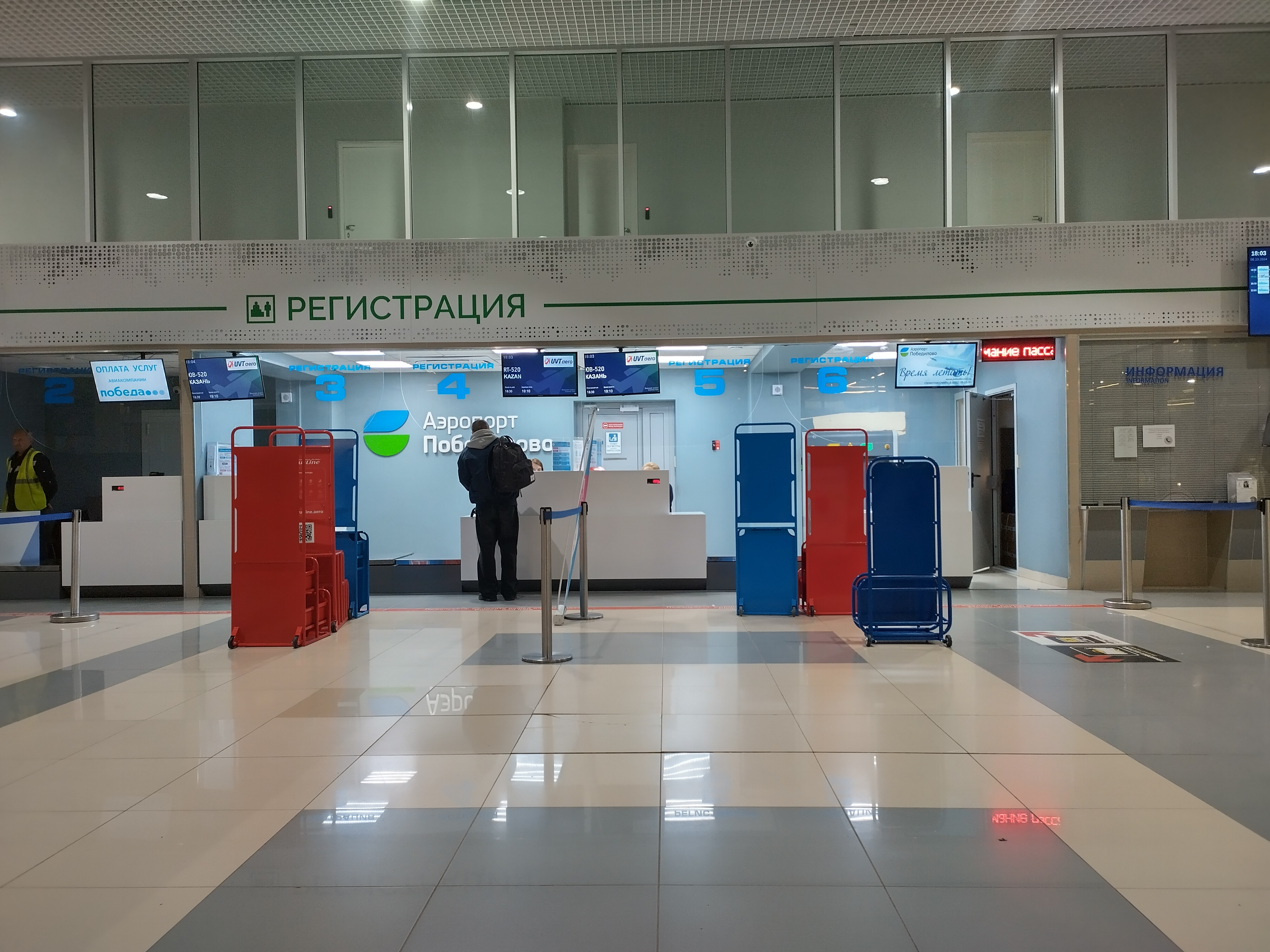
Стойка регистрации

В 2006 году началась реконструкция взлётно-посадочной полосы до класса Б. В 2013 году — все работы по реконструкции полосы завершены. После проведения технического рейса в 2014 году полоса введена в эксплуатацию.
В преддверии 650-летнего юбилея города, в 2024 году закончилась масштабная реконструкция аэропорта. Были обновлены помещения, фасад здания, увеличено количество парковочных мест. Появился расширенный бизнес-зал, зал повышенной комфортности. Также была обновлена зона отдыха, был открыт еще один пункт досмотра, комната матери и ребенка, туалеты, кафе. Был открыт второй этаж аэропорта, который долгое время был законсервирован.
К 2035 году ожидается расширение географии полетов: в Мурманск, Архангельск, Петрозаводск, Тюмень, Новосибирск, Челябинск, Уфу, Омск, Воронеж, Екатеринбург. Планируется строительство второго терминала.

## Технические характеристики
Аэродром способен принимать самолёты с максимальной взлетной массой 170 тонн — Ил-76, Як-42, Ту-134, ATR-42, ATR-72, Bombardier CRJ-200, Ту-154, Boeing 737, Airbus A319/A320/A321 Sukhoi Superjet 100, Boeing 737 MAX , а также вертолёты всех типов.
Классификационное число основной ВПП 03/21 (PCN) 45/F/C/X/T.

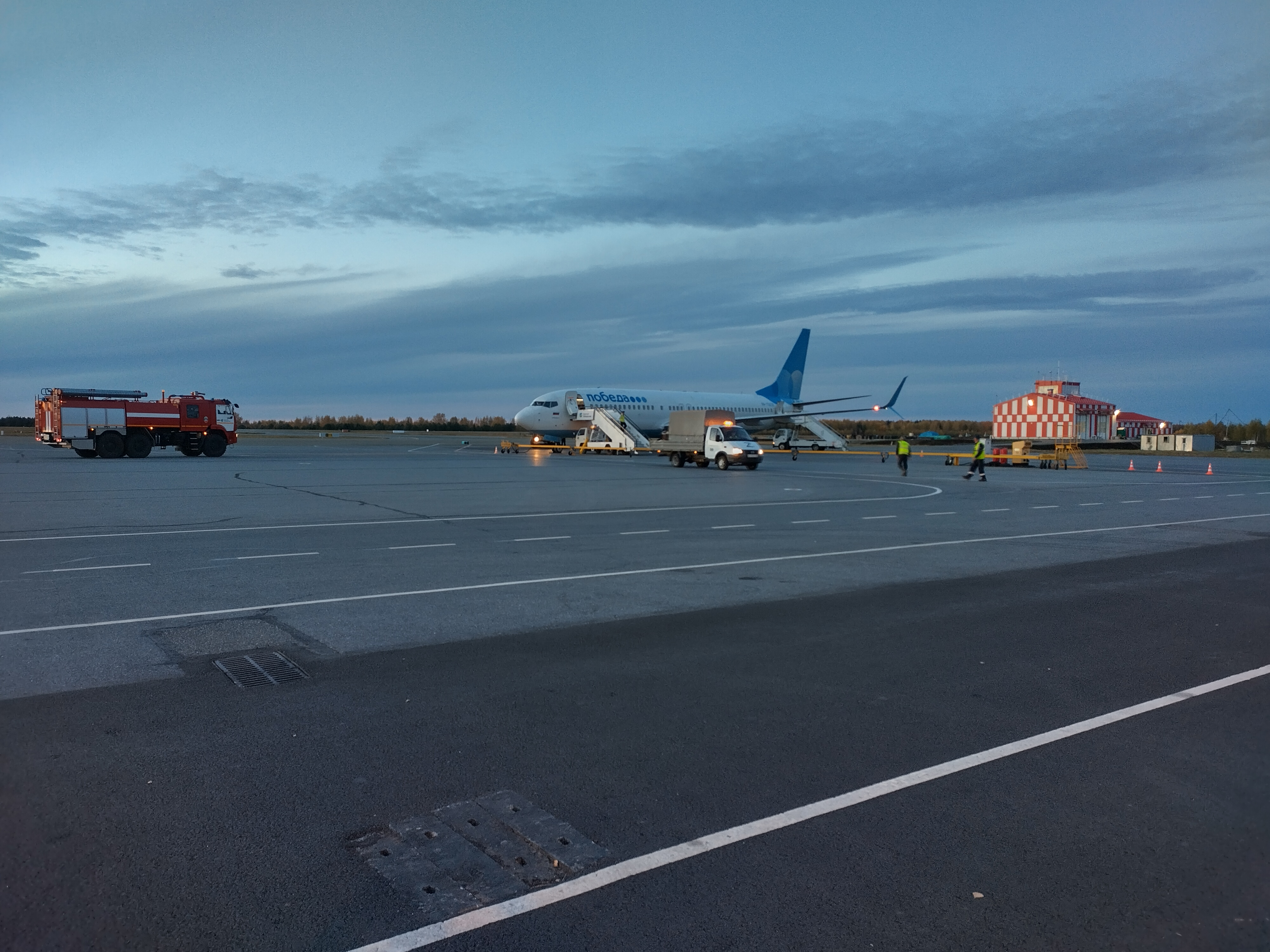
Boeing 737-800 авиакомпании "Победа" в аэропорту Победилово

## Показатели деятельности
| год             | 2014  | 2015   | 2016   | 2017   | 2018   | 2019   | 2020   | 2021   | 2022 | 2023   | 2024   |
| тыс. пассажиров | 74,16 | ▲124,5 | ▲198,3 | ▼166,2 | ▼128,3 | ▲240,8 | ▼209,2 | ▲336,6 | ▲374 | ▲426,6 | ▲490,1 |

## Авиакомпании и направления

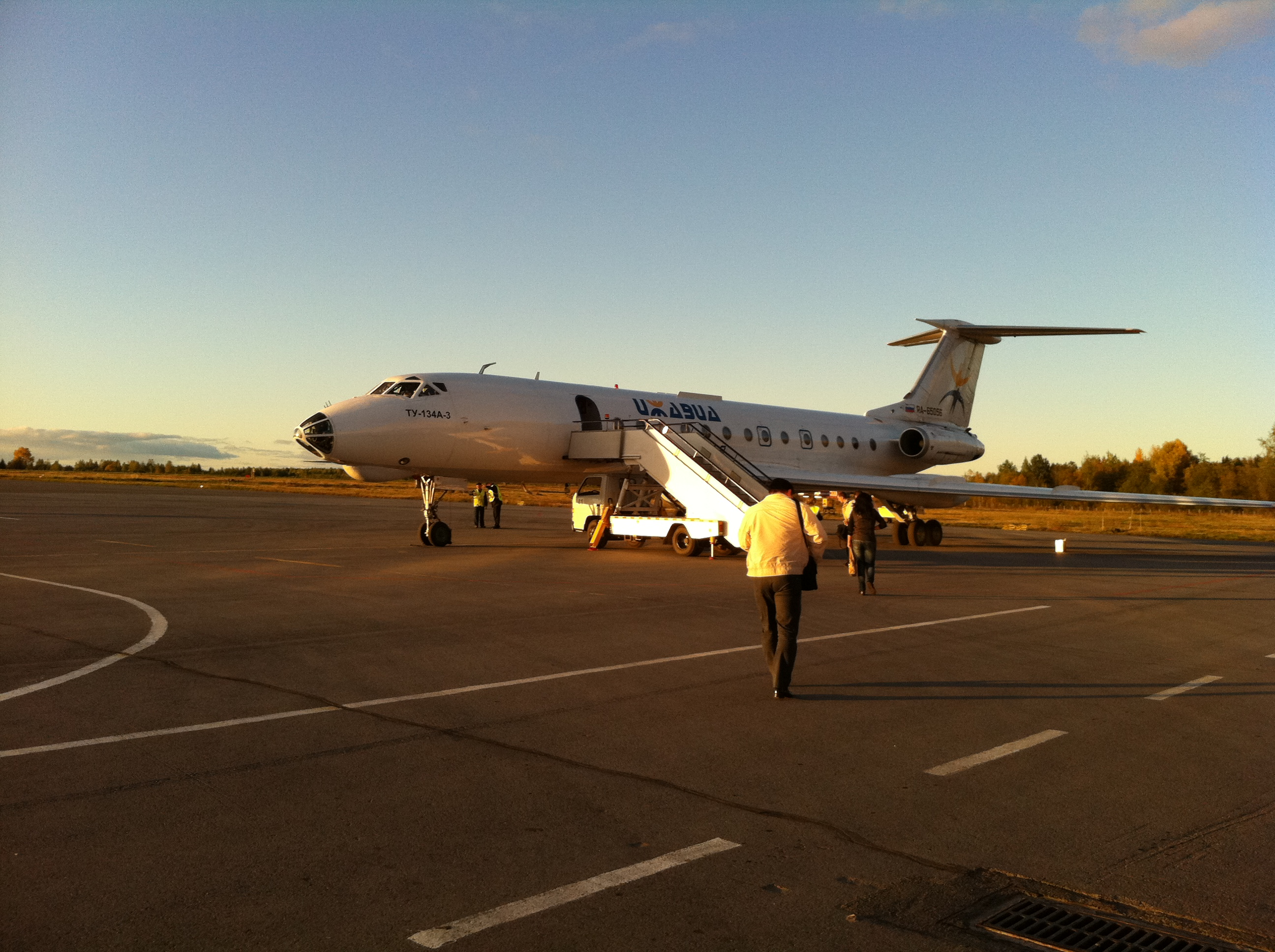
Ту-134 «Ижавиа»

По состоянию на июнь 2025 года аэропорт Кирова обслуживает следующие рейсы:

## Транспортная инфраструктура

### Автомобильный транспорт
С южной стороны аэропорта проведен съезд к Победиловскому тракту, дорога по которому до центра Кирова составляет примерно 40 минут.
На территории аэропорта работают три парковки (платная краткосрочная Р1, платная долгосрочная Р2 и бесплатная долгосрочная Р3). Стоимость размещения автомобиля на парковке зависит от времени пребывания автомобиля на стоянке и расстояния самой парковки от терминала.

### Автобус
Регулярные пассажирские перевозки между Кировом и аэропортом выполняют автобусы № 116.
Маршрут № 116 работает с интервалом около часа с 05:55 до 22:30. Цена проезда составляет 40 рублей. Время в пути составляет от 50 минут. Автобус останавливается на всех промежуточных остановках, включая железнодорожный вокзал Киров.
Маршрут экспресса проходил от аэропорта до гостиницы Вятка. Цена проезда составляла 150 рублей. Маршрут был закрыт в 2024 году.